# Marestaing
 Marestaing  (en occitano Marestanh) es una población y comuna francesa, ubicada en la región de Mediodía-Pirineos, departamento de Gers, en el distrito de Auch y cantón de L'Isle-Jourdain (Gers).
De esta población viene los apellidos Marestaing, Marestany y Maristany, estos dos últimos con la grafía catalana.

## Demografía
| 177 | 137 | 125 | 141 | 155 | 170 |
| Para los censos de 1962 a 1999 la población legal corresponde a la población sin duplicidades (Fuente: INSEE [Consultar]) |     |     |     |     |     |